# إل عال
العال أو إل عال (بالعبرية: אל על, إلى السماء) هي أكبر شركة طيران إسرائيلية، تعتبر ناقل وطني إسرائيل وتتخذ من مطار بن غوريون مركزاً لعملياتها، يقع مقرها الرئيسي فيه ايضاً.
تقدم الشركة خدماتها ل-39 وجهة، غالبيتها في أوروبا، والأخرى في آسيا، أفريقيا وأمريكا الشمالية. ابتداء من صيف 2015، ستقدم إل عال خدمات جوية إلى مدينة بوسطن، شمال الولايات المتحدة.
تأسست الشركة في أواخر عام 1948، وتضم اليوم في إسطولها ما يقارب ال 43 طائرة، كلها من إنتاج شركة بوينغ الأمريكية. لسنوات عديدة كانت الشركة مملوكة للدولة، في عام 2003 حصلت خطوات من أجل خصخصة الشركة، حيث عرضت أسهمها للتداول في البورصة.
شركة إل عال مشهورة بإجراءاتها الأمنية، لحماية مسافريها، وعدم تشغيلها لرحلات خلال أيام السبت وأعياد اليهود، إضافة إلى تحفظ الشركة على كشروت في طائراتها ومرافق الأخرى.

## رحلة رقم 971
في 28 أغسطس 2020، أعلن مُتحدث باسم الشركة أنها ستسير أول رحلة تجارية بين إسرائيل والإمارات مرورًا عبر أجواء السعودية. تنطلق الرحلة التي تحمل الرقم (971) وهو رمز الاتصال الدولي للإمارات واسمها كريات غات، وعلى متنها وفد إسرائيلي أميركي يترأسه مستشار دونالد ترامب جاريد كوشنر نحو مطار أبو ظبي الدولي. كتبت الشركة على مقصورة قيادة الطائرة كلمة «سلام» باللغات العربية والعبرية والإنجليزية. لاحقًا فتحت دولتا السعودية والبحرين مجالهما الجوي بشكل دائم للرحلات بين إسرائيل والإمارات. كما أعلنت الشركة في 3 سبتمبر 2020، عن بدء تنفيذها رحلات جوية تجارية أسبوعية كل يوم أربعاء إلى الإمارات.
قال رئيس الوزراء الفلسطيني محمد اشتية عن هبوط طائرة إسرائيلية في الإمارات: «كان أملنا أن تحطّ طائرة إماراتية بركابها في القدس المحررة.. يؤلمنا أن نرى اليوم هبوط طائرة إسرائيلية في أبو ظبي، تحمل اسم (كريات جات) المستعمرة التي بنيت على أراضي قرية الفالوجا التي حوصر فيها جمال عبدالناصر، في خرق واضح للموقف العربي المتعلق بالصراع العربي-الإسرائيلي».

## صور

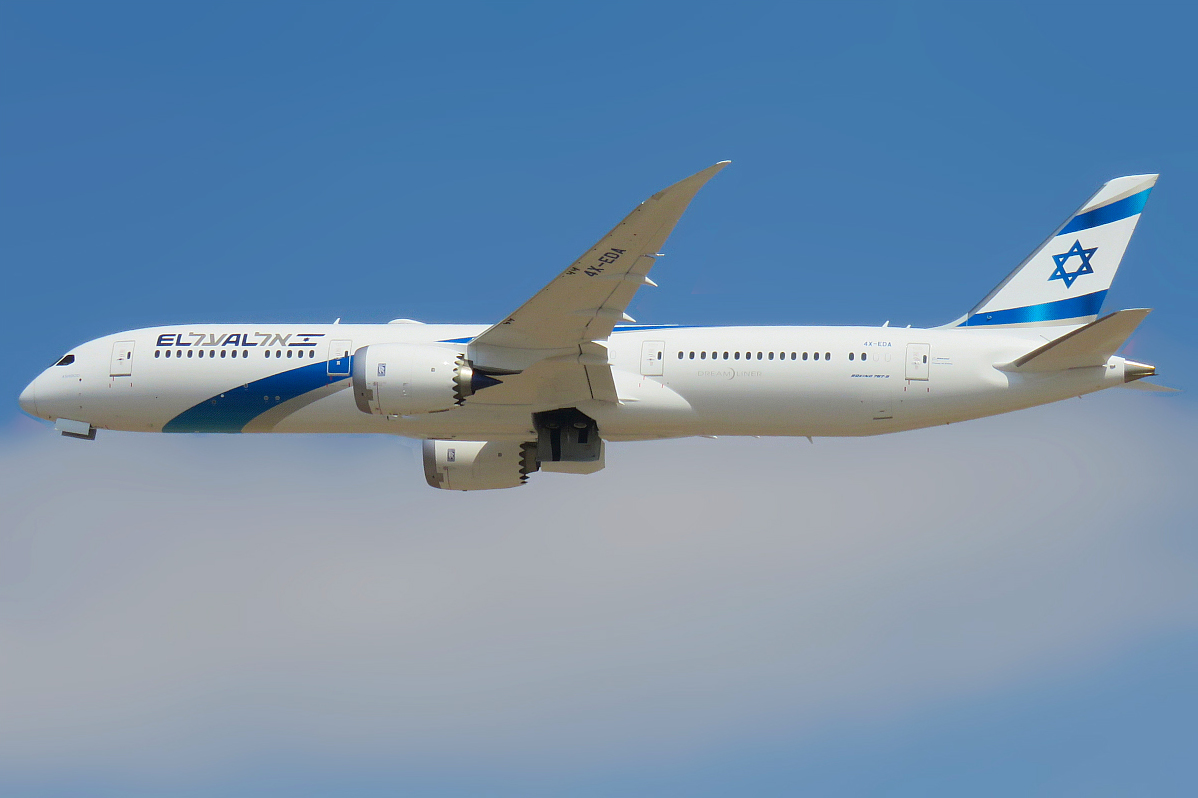
طائرة العال بوينغ 787-9
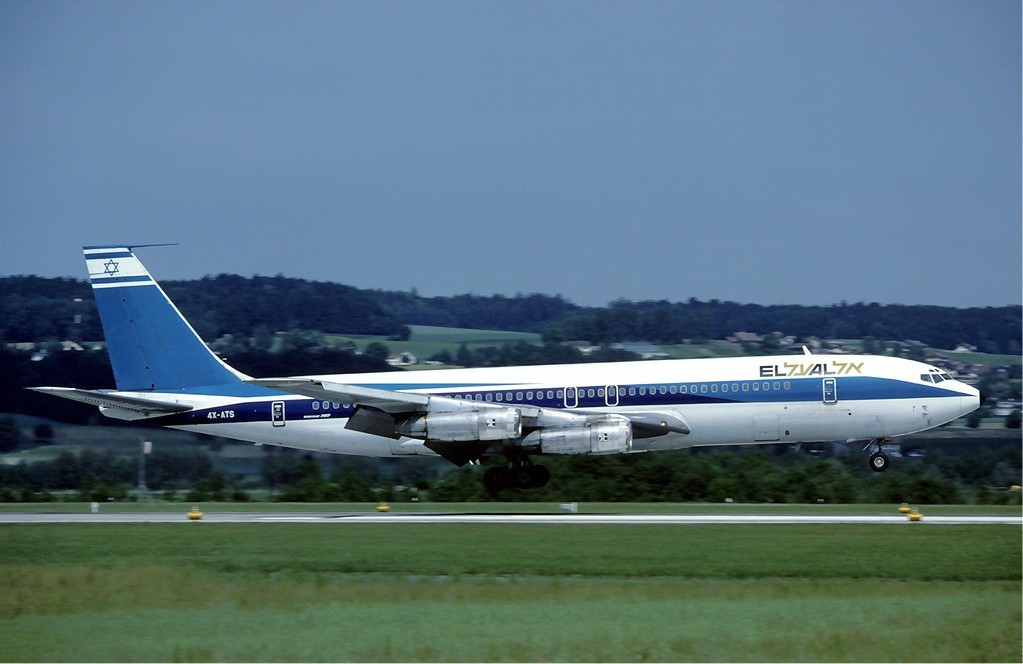
طائرة العال بوينغ 707 عام 1982
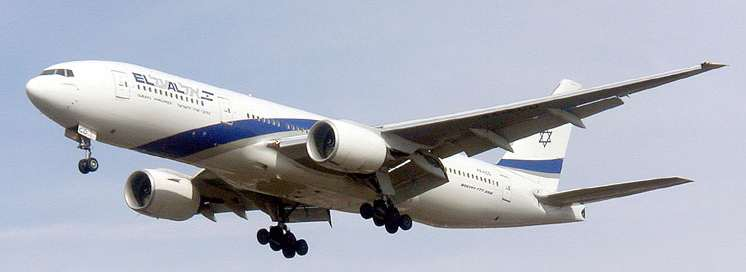
طائرة العال بوينغ 777

## وصلات خارجية
- إل عال (بالإنجليزية)